# トリメチルリシンジオキシゲナーゼ
トリメチルリシンジオキシゲナーゼ（trimethyllysine dioxygenase）は、リシン分解酵素の一つで、次の化学反応を触媒する酸化還元酵素である。
N6,N6,N6-トリメチル-L-リシン + 2-オキソグルタル酸 + O2 {\displaystyle \rightleftharpoons } 3-ヒドロキシ-N6,N6,N6-トリメチル-L-リシン + コハク酸 + CO2
反応式の通り、この酵素の基質はN6,N6,N6-トリメチル-L-リシンと2-オキソグルタル酸とO2、生成物は3-ヒドロキシ-N6,N6,N6-トリメチル-L-リシンとコハク酸とCO2である。補因子として鉄とアスコルビン酸とFe2+を用いる。
組織名はN6,N6,N6-trimethyl-L-lysine,2-oxoglutarate:oxygen oxidoreductase (3-hydroxylating)で、別名にtrimethyllysine α-ketoglutarate dioxygenase、TML-α-ketoglutarate dioxygenase、TML hydroxylaseがある。